# A. W. Peet
A. W. Peet (* 20. Jh. als Amanda Wensley Peet) ist eine nichtbinäre neuseeländische Person mit einer Professur an der University of Toronto für theoretische Physik, Forschungsschwerpunkt Teilchenphysik.

## Werdegang
Peet stammt aus Neuseeland und erwarb dort 1990 einen Bachelor of Science (B.Sc.) in Physik an der University of Canterbury in Christchurch. Anschließend wechselte Peet in die USA und wurde 1994 an der Stanford University in Physik promoviert. Ab 1994 war Peet als Postdoc tätig, zunächst von 1994 bis 1997 an der Princeton University, dann von 1997 bis 2000 am Institut für theoretische Physik der University of California, Santa Barbara. Seit 2000 lehrt und forscht Peet als „Full Professor“ an der University of Toronto am dortigen Trinity College.

## Wirken
Peets Forschungsgebiet sind Stringtheorie und Quantengravitation. Insbesondere untersucht Peet mittels der Stringtheorie grundlegende Eigenschaften schwarzer Löcher und wendet die Stringtheorie in Gebieten wie der Eichtheorie und der Kosmologie an.

## Persönliches
Zur Schreibweise des Namens betont Peet auf der eigenen Institutsseite, dass „A.W.“ der Vorname sei, im Englischen zusammenhängend ausgesprochen als eh-double-you [eɪ.ˈdʌbəl.juː]; die beiden Buchstaben sind dabei nicht als Abkürzungen zweier Namen zu verstehen.
Peet gibt die eigene Geschlechtsidentität als nichtbinär an und erklärt auf der Institutsseite: „Meine Pronomen sind they/them/their/themself“ (geschlechtsneutral). 2016 erzählte Peet dem Sender CBC/Radio-Canada, dass Neuseeland offiziell die Geschlechtsoption „unspezifiziert“ bereitstellt; Peet habe sich den Mühen unterzogen, einen geschlechtsneutralen Reisepass (third-gender passport) zu bekommen.

## Auszeichnungen
- 2003: Radcliffe Institute for Advanced Study Fellowship, Harvard University[6]
- 2002: Alfred P. Sloan Foundation Research Fellowship[7]
- 2001: Ontario Premier’s Research Excellence Award[8]
- 2000: Canadian Institute for Advanced Research Scholar, Cosmology and Gravity Program

## Publikationen
Die Literatur- und Zitationsdatenbank Web of Science führt 36 wissenschaftliche Fachartikel von A. W. Peet und schreibt Peet einen h-Index von 20 zu (Stand: Februar 2022).
Ausgewählte Fachartikel:
- J. C. Breckenridge, R. C. Myers, A. W. Peet, C. Vafa: D-branes and spinning black holes. In: Physics Letters B. Band 391, Nr. 1-2, 9. Januar 1997, S. 93–98, doi:10.1016/S0370-2693(96)01460-8, arxiv:hep-th/9602065 (englisch).
- S. S. Gubser, I. R. Klebanov, A. W. Peet: Entropy and temperature of black 3-branes. In: Physical Review D. Band 54, Nr. 6, 15. September 1996, S. 3915–3919, doi:10.1103/PhysRevD.54.3915, arxiv:hep-th/9602135 (englisch).
- A. W. Peet, J. Polchinski: UV-IR relations in AdS dynamics. In: Physical Review D. Band 59, Nr. 6, 15. März 1999, 065011, doi:10.1103/PhysRevD.59.065011, arxiv:hep-th/9809022 (englisch).
- C. V. Johnson, A. W. Peet, J. Polchinski: Gauge theory and the excision of repulson singularities. In: Physical Review D. Band 61, Nr. 8, 15. April 2000, 086001, doi:10.1103/PhysRevD.61.086001, arxiv:hep-th/9911161 (englisch).
- J. C. Breckenridge, D. A. Lowe u. a.: Macroscopic and microscopic entropy of near-extremal spinning black holes. In: Physics Letters B. Band 381, Nr. 4, 25. Juli 1996, S. 423–426, doi:10.1016/0370-2693(96)00553-9, arxiv:hep-th/9603078 (englisch).